# Pendulum
Pendulum (englisch für Pendel) ist eine australisch-britische Drum-and-Bass-Band, welche zum Zeitpunkt ihrer zwischenzeitlichen Auflösung aus Rob Swire, Gareth McGrillen, Paul Harding, Peredur Ap Gwynedd und Kevin Sawka bestand. Neben DJ-Sets und Keyboards benutzen Pendulum auch traditionelle Instrumente einer Rockband, wie Schlagzeug, E-Gitarre und E-Bass.

## Geschichte
Gegründet wurde die Band 2002 in Australien. 2003 zog die Band nach London um.
Die Veröffentlichung ihrer Debüt-Single Vault auf der Kingz Of The Rollers Vol. 3-EP fand in der Drum-and-Bass-Szene großen Anklang. Die einleitende melancholische Melodie und der harte Drop stellten zu dieser Zeit einen ungewöhnlichen Kontrast dar. Auch die Produktionsqualität (Mastering, Intensität der Bässe, Klarheit von Samples und Sound) der Single befand sich bereits auf professionellem Niveau. Durch diese Veröffentlichung wurde der bekannte DnB-Künstler Andy C auf Pendulum aufmerksam.
Nach weiteren Singleveröffentlichungen der Band folgte im Jahr 2005 das erste Album Hold Your Colour auf dem Drum-and-Bass-Label Breakbeat Kaos. Vier Titel des Albums erreichten Platzierungen in den britischen Top-100-Charts.
Im Mai 2008 veröffentlichte Pendulum ihr zweites Album In Silico und erreichten damit Platz 2 der britischen Albumcharts. Die erste Singleauskopplung Propane Nightmares erschien im April und erreichte Anfang Mai Platz 9 der Singlecharts.
Im Mai 2010 erschien ihr drittes Studioalbum Immersion, welches in den britischen Albumcharts von null auf eins kletterte. Immersion beinhaltet 15 Songs, an denen zum Teil andere Interpreten wie In Flames (im Song Self vs. Self) und Liam Howlett von The Prodigy (im Song Immunize) mitwirkten. Im Song The Fountain wirkt der Multi-Instrumentalist, Songwriter und Gitarrist der Progressive-Rock-Band Porcupine Tree, Steven Wilson mit.

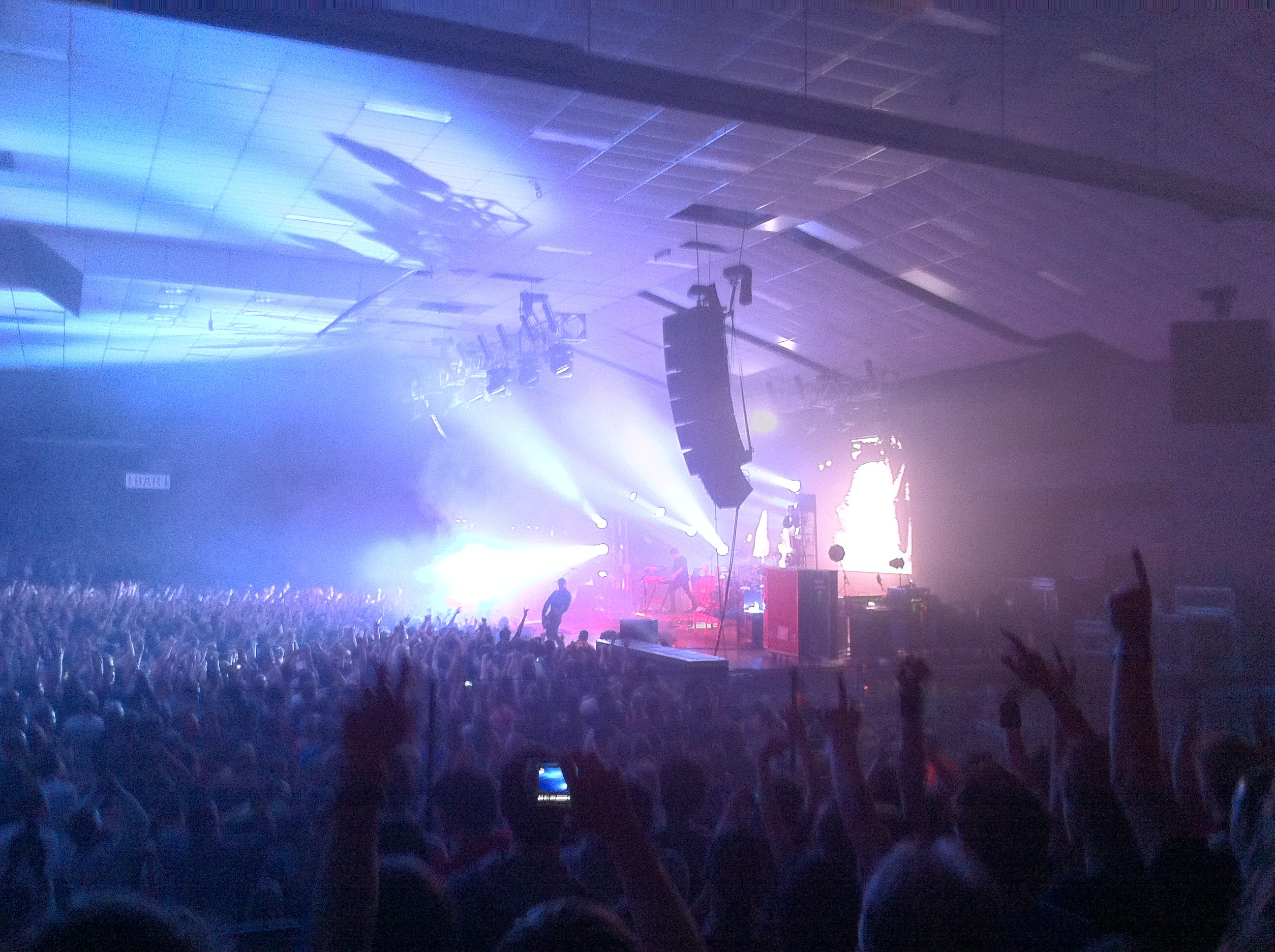
Pendulum live in Melbourne, Nov. 2010

Im Jahr 2011 wurde die Single Ransom auf der offiziellen Pendulum-Website veröffentlicht, deren Erlös den Opfern des Tōhoku-Erdbeben 2011 zugutekam. Die Single entstand aus Zeiten der Immersion-Aufnahmen, wurde allerdings nicht auf dem Album veröffentlicht.
Im selben Jahr gründeten Rob Swire und Gareth McGrillen die Band Knife Party. Kurz nach Erscheinen der zweiten EP der Band im Juni 2012, Rage Valley, erklärte Swire in einem Interview mit dem australischen Radiosender Triple J das Ende der australisch-britischen Drum-’n’-Bass-Band Pendulum. Grund für diesen Schritt seien u. a. sein neues Projekt, als auch die Stimmung in den Reihen der Band. „Das Projekt [Knife Party] macht uns einfach zu viel Spaß. Mit Pendulum hatten wir zum Schluss das Gefühl, dass wir es nur noch tun, weil wir müssen. So hat man keine Freude an der Musik.“
Die Pendulum-Mitglieder Paul Harding und Ben Mount erklärten jedoch, weiterhin unter dem Namen Pendulum DJ-Set Musik zu machen und weiterhin auf Tour zu gehen, allerdings ohne Live-Band.
Im August 2013 gab Rob Swire auf Twitter bekannt, dass Pendulum vermutlich 2014 ein neues Album veröffentlichen würde, allerdings wurde dieses im Dezember 2014 dementiert.
Im Dezember 2015 gab die Band offiziell bekannt, auf dem Ultra Music Festival 2016 in Miami zu spielen. Am 20. März 2016 trat Pendulum als abschließender Act auf dem Festival nach Rob Swires Projekt Knife Party auf. Dies stellte den ersten Live-Auftritt der kompletten Band seit ihrer Auflösung 2012 dar.
Für den 29. Juni 2018 hat die Band ein neues Album mit dem Titel The Reworks angekündigt, welches bekannte Lieder als Remix von Künstlern wie Noisia, Skrillex und Moby enthält.
Im Sommer 2019 verkündete die Band, künftig in einer Dreierformation bestehend aus Rob Swire, Gareth McGrillen und Paul Harding unter dem neuen Namen Pendulum Trinity touren zu wollen. Im Januar 2020 kündigte Rob Swire an, neue Musik als Pendulum Trinity veröffentlichen zu wollen. Im Laufe der Folgemonate spielte das Trio bei diversen Liveauftritten in Perth und in Livestreams vermehrt die Songs Nothing for Free und Driver. Anfang September 2020 postete die Band auf ihren Profilen in diversen sozialen Netzwerken Vorschaubilder eines Artworks. Rob Swire gab auf Nachfrage auf Twitter an, dass die Gruppe noch vor dem 20. September neue Musik veröffentlichen werde. Am 17. September 2020 erschienen die beiden neuen Songs Driver und Nothing For Free auf diversen Plattformen, u. a. YouTube, welches die erste neue Musik seit fast zehn Jahren darstellte.
Inertia ist das vierte Studioalbum und wird am 22. August 2025 über Mushroom Music und Virgin Music Group erscheinen. Es markiert das erste vollständige Album der Band seit dem 2010 erschienenen Immersion, womit ein Abstand von 15 Jahren zwischen beiden Veröffentlichungen überbrückt wurde.
Das Werk umfasst insgesamt 16 Tracks, darunter sämtliche Songs, die zuvor auf den EPs Elemental (2021) und Anima (2023) veröffentlicht worden waren, ergänzt durch eine Reihe bislang unveröffentlichter Stücke. Zu den Titelnummern zählen unter anderem „Save The Cat“, die als erste Single veröffentlicht wurde, sowie Kollaborationen mit Künstlern wie Bullet For My Valentine, WARGASM, AWOLNATION, Scarlxrd, Hybrid Minds sowie Joey Valence & Brae.
Frontman Rob Swire beschreibt Inertia als eine Rückkehr zu sich selbst und als einen Prozess der Selbstfindung, geprägt von persönlicher Reflexion nach Trennungen. Er betonte, dass das Werk emotional intensiver sei als bisher und im Sound eine Weiterentwicklung der Band zu einem eigenständig definierten Stil darstelle – ganz im Sinne von Künstlern wie The Prodigy, die einst im Breakbeat/Hardcore verhaftet waren, sich aber zu einem unverwechselbaren Klang weiterentwickelten.

## Diskografie

### Studioalben
| Jahr | Titel Musiklabel                            | Höchstplatzierung, Gesamtwochen, AuszeichnungChartplatzierungen (Jahr, Titel, Musiklabel, Platzierungen, Wochen, Auszeichnungen, Anmerkungen) | Höchstplatzierung, Gesamtwochen, AuszeichnungChartplatzierungen (Jahr, Titel, Musiklabel, Platzierungen, Wochen, Auszeichnungen, Anmerkungen) | Höchstplatzierung, Gesamtwochen, AuszeichnungChartplatzierungen (Jahr, Titel, Musiklabel, Platzierungen, Wochen, Auszeichnungen, Anmerkungen) | Höchstplatzierung, Gesamtwochen, AuszeichnungChartplatzierungen (Jahr, Titel, Musiklabel, Platzierungen, Wochen, Auszeichnungen, Anmerkungen) | Höchstplatzierung, Gesamtwochen, AuszeichnungChartplatzierungen (Jahr, Titel, Musiklabel, Platzierungen, Wochen, Auszeichnungen, Anmerkungen) | Anmerkungen                           |
| Jahr | Titel Musiklabel                            | DE | AT | CH | UK | AU | Anmerkungen                           |
| ---- | ------------------------------------------- | --- | --- | --- | --- | --- | ------------------------------------- |
| 2005 | Hold Your Colour Breakbeat Kaos             | — | — | — | UK29 Platin · (37 Wo.)UK | AU— GoldAU | Erstveröffentlichung: 25. Juli 2005   |
| 2008 | In Silico Warner Music, Ear Storm, Atlantic | — | — | — | UK2 Platin · (44 Wo.)UK | AU9 (5 Wo.)AU | Erstveröffentlichung: 12. Mai 2008    |
| 2010 | Immersion Warner Music, Ear Storm, Atlantic | DE62 (1 Wo.)DE | AT20 (11 Wo.)AT | CH43 (2 Wo.)CH | UK1 Platin · (35 Wo.)UK | AU3 Gold · (34 Wo.)AU | Erstveröffentlichung: 24. Mai 2010    |
| 2025 | Inertia Mushroom Music, Virgin Music Group  | — | — | — | — | — | Erstveröffentlichung: 25. August 2025 |

### Livealben
| Jahr | Titel Musiklabel                                | Höchstplatzierung, Gesamtwochen, AuszeichnungChartsChartplatzierungen (Jahr, Titel, Musiklabel, Platzierungen, Wochen, Auszeichnungen, Anmerkungen) | Anmerkungen                                |
| Jahr | Titel Musiklabel                                | UK | Anmerkungen                                |
| ---- | ----------------------------------------------- | --- | ------------------------------------------ |
| 2009 | Live at Brixton Academy Warner Music, Ear Storm | UK45 (3 Wo.)UK | Erstveröffentlichung: 12. Juni 2009 CD/DVD |

### Kompilationen
- 2004: Jungle Sound: The Bassline Strikes Back! (Breakbeat Kaos)

### Remixalben
| Jahr | Titel Musiklabel     | Höchstplatzierung, Gesamtwochen, AuszeichnungChartplatzierungen (Jahr, Titel, Musiklabel, Platzierungen, Wochen, Auszeichnungen, Anmerkungen) | Höchstplatzierung, Gesamtwochen, AuszeichnungChartplatzierungen (Jahr, Titel, Musiklabel, Platzierungen, Wochen, Auszeichnungen, Anmerkungen) | Anmerkungen                         |
| Jahr | Titel Musiklabel     | UK | AU | Anmerkungen                         |
| ---- | -------------------- | --- | --- | ----------------------------------- |
| 2018 | The Reworks Earstorm | UK61 (1 Wo.)UK | AU29 (1 Wo.)AU | Erstveröffentlichung: 29. Juni 2018 |

### EPs
- 2021: Elemental (Earstorm)
- 2023: Anima (Earstorm)

### Singles
| Jahr | Titel Album                                                  | Höchstplatzierung, Gesamtwochen, AuszeichnungChartplatzierungen (Jahr, Titel, Album, Platzierungen, Wochen, Auszeichnungen, Anmerkungen) | Höchstplatzierung, Gesamtwochen, AuszeichnungChartplatzierungen (Jahr, Titel, Album, Platzierungen, Wochen, Auszeichnungen, Anmerkungen) | Anmerkungen                                                   |
| Jahr | Titel Album                                                  | UK | AU | Anmerkungen                                                   |
| ---- | ------------------------------------------------------------ | --- | --- | ------------------------------------------------------------- |
| 2004 | Another Planet / Voyager Hold Your Colour                    | UK46 (2 Wo.)UK | — | Erstveröffentlichung: 23. Februar 2004                        |
| 2005 | Guns at Dawn –                                               | UK71 (1 Wo.)UK | — | Erstveröffentlichung: 20. März 2005 DJ Baron feat. Pendulum   |
| 2005 | Tarantula / Fasten Your Seatbelt Hold Your Colour            | UK60 Gold · (2 Wo.)UK | — | Erstveröffentlichung: 27. Juni 2005 mit Fresh und Freestylers |
| 2005 | Slam / Out Here Hold Your Colour                             | UK34 Silber · (5 Wo.)UK | — | Erstveröffentlichung: 19. September 2005                      |
| 2006 | Hold Your Colour / Streamline Hold Your Colour               | UK83 (1 Wo.)UK | — | Erstveröffentlichung: 13. Februar 2006                        |
| 2007 | Blood Sugar / Axle Grinder Hold Your Colour (2007er Edition) | UK62 Silber · (7 Wo.)UK | — | Erstveröffentlichung: 28. Mai 2007                            |
| 2007 | Granite In Silico                                            | UK29 (13 Wo.)UK | — | Erstveröffentlichung: 5. November 2007                        |
| 2008 | Propane Nightmares In Silico                                 | UK9 Gold · (29 Wo.)UK | — | Erstveröffentlichung: 12. April 2008                          |
| 2008 | The Other Side In Silico                                     | UK54 (3 Wo.)UK | — | Erstveröffentlichung: 28. Juli 2008                           |
| 2010 | Watercolour Immersion                                        | UK4 Gold · (14 Wo.)UK | AU37 (2 Wo.)AU | Erstveröffentlichung: 1. Mai 2010                             |
| 2010 | Witchcraft Immersion                                         | UK29 Silber · (9 Wo.)UK | — | Erstveröffentlichung: 18. Juli 2010                           |
| 2010 | The Island Immersion                                         | UK41 (2 Wo.)UK | — | Erstveröffentlichung: 19. September 2010                      |
| 2011 | Crush Immersion                                              | UK92 (1 Wo.)UK | — | Erstveröffentlichung: 16. Januar 2011                         |

Weitere Singles
- 2003: Spiral / Ulterior Motive
- 2004: Back to You / Still Grey
- 2009: Showdown
- 2011: Ransom
- 2020: Nothing for Free
- 2020: Driver
- 2021: Come Alive
- 2023: Colourfast
- 2025: Save the Cat

### Zusammenarbeiten
- 2010: In Flames – Self vs. Self
- 2010: Liam Howlett – Immunize
- 2010: Steven Wilson – The Fountain
- 2023: Bullet for My Valentine – Halo

### Remixe/Coverversionen
- The Prodigy – Voodoo People (Pendulum Remix)
- Plan B – Stay Too Long (Pendulum Remix)
- Calvin Harris – I’m Not Alone (bisher nur live)
- Metallica – Master of Puppets
- Concord Dawn – Tonite
- DJ Fresh – Submarines (Pendulum Remix)
- Freestylers – Painkiller (Pendulum Remix)
- Coldplay – Violet Hill (Pendulum Remix)
- Linkin Park – The Catalyst
- Enter Shikari – Sorry, You're Not a Winner (Reading Festival 2022)

## Auszeichnungen für Musikverkäufe
| Goldene Schallplatte - Neuseeland - 2016: für das Album In Silico - 2016: für die Single Watercolour - 2019: für die Single The Island - 2024: für das Album Hold Your Colour | Platin-Schallplatte - Neuseeland - 2020: für das Album Immersion - 2024: für die Single Tarantula |

Anmerkung: Auszeichnungen in Ländern aus den Charttabellen bzw. Chartboxen sind in ebendiesen zu finden.
| Land/RegionAuszeichnungen für Musikverkäufe (Land/Region, Auszeichnungen, Verkäufe, Quellen) | Silber     | Gold     | Platin     | Verkäufe  | Quellen              |
| -------------------------------------------------------------------------------------------- | ---------- | -------- | ---------- | --------- | -------------------- |
| Australien (ARIA)                                                                            | —          | 2× Gold2 | —          | 70.000    | aria.com.au          |
| Neuseeland (RMNZ)                                                                            | —          | 4× Gold4 | 2× Platin2 | 82.500    | radioscope.co.nz NZ2 |
| Vereinigtes Königreich (BPI)                                                                 | 3× Silber3 | 3× Gold3 | 3× Platin3 | 3.600.000 | bpi.co.uk            |
| Insgesamt                                                                                    | 3× Silber3 | 9× Gold9 | 5× Platin5 |           |                      |